# Мегарски пехари
Мегарски пехари су веома раширена врста познохеленистичке рељефних керамичких посуда. Углавном су били полулоптастог облика, а служили су као замена за луксузно метално посуђе, чији облик и декорацију подражавају. Назив »мегарски« дао је Ото Бендорф, јер је смарао да је њено порекло из Мегаре. Иако је данас извесно да ових пехари потичу из Атине, где су настали око 275. године п. н. е. у литератури се задржао стари назив.
Касније је производња почела и на Делосу, у Спарти, Сирији, Александрији, јужној Русији..
Мегарски пехари су израђивани у калупима, а украшавани печатима или помоћу точкића. У почетку су били црне боје, али се касније јављају и црвени.
Украшавани су флоралним мотивима, по узору на метално посуђе.